# Statens informationsverk

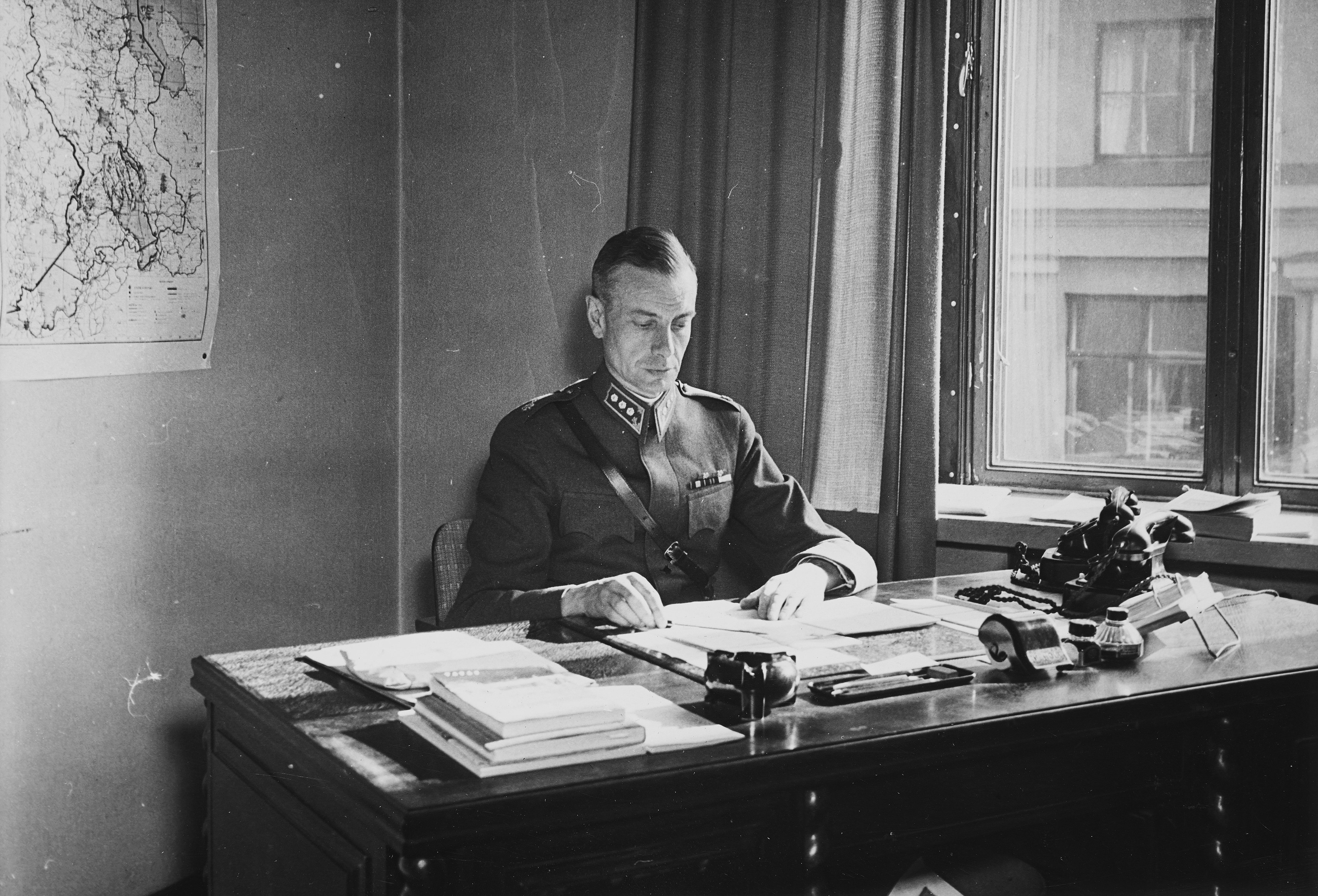
Informationsverkets chef kapten Heikki Reenpää.

Statens informationsverk (finska: Valtion tiedoituslaitos) var en finländsk informations- och censurorgan som under fortsättningskriget 1941–1944 var verksamt i anslutning till statsrådets kansli. Det hade en föregångare i Statsrådets informationscentral, som inrättades hösten 1939. Då fick finska regeringen genom en förordning rätt att indra och beslagta tryckalster, som kunde äventyra rikets trygghet eller dess livsvillkor. Det s.k. informationsväsendet, d.v.s. övervakningen av post-, telefon- och telegrafförbindelserna samt radioutsändningarna, handhades av försvarsmakten, men blev i maj 1940, efter vinterkriget, underställt inrikesministeriet. Ministeriet fattade sina beslut efter att ha fått generalstabens utlåtande. Efter krigsutbrottet 1941 ställdes informationsväsendet under statsministerns ledning genom inrättandet av ett informationsverk, vars uppgifter fastställdes i två förordningar, givna med stöd av 1930 års lag om krigstillstånd.
Statens informationsverk skulle bl.a. skaffa regeringen, högkvarteret och andra myndigheter information om stämningen på hemmafronten och om händelser i hemlandet och utomlands samt bl.a. genom massmedierna upplysa allmänheten om de krav som måste ställas p.g.a. krigstillståndet. Informationen till utlandet ordnades i samarbete med utrikesministeriet. Informations- och propagandaverksamheten sköttes av en informationssektion, medan censuren, som bl.a. syftade till att förhindra spridningen av sådan information som kunde inverka menligt på rikets försvar och dess inre säkerhet samt på Finlands förhållande till utländska makter, handhades av en granskningssektion.
Statens informationsverk var en militärt organiserad institution och leddes som en sådan. Som chefer verkade bl.a. Heikki Reenpää, Kustaa Vilkuna och Heikki Kekoni. En synnerligen central gestalt var även Lauri Puntila, bl.a. tack vare sin ställning som statsministerns sekreterare. Personalstyrkan var som störst i slutet av 1942, då den uppgick till 450 personer, men redan följande vår hade den reducerats till 150.
P.g.a. arten av dess åligganden utsattes verket ofta för skarp kritik i riksdagen och pressen; udden var i många fall riktad mot landets politiska ledning. Enda besvärsinstans var statsrådets kansli. Statens informationsverk upplöstes i slutet av 1944, då dess uppgifter övertogs av mindre, efter fredstida verksamhet anpassade organ vid statsrådets kansli och inom inrikesministeriet.
Arméns informationstjänst under kriget 1941–1944 sköttes efter tysk förebild av informationskompanier, som i huvudsak var sammansatta av krigskorrespondenter, frontfotografer, filmfotografer och radiomän; de hade till uppgift att följa ett bestämt truppförband och att i ord och bild berätta om händelserna på ett visst frontavsnitt. Materialet censurerades därefter i högre instanser (Högkvarterets informationsavdelning), innan det presenterades för allmänheten. IK-männens militära utbildning var ofta bristfällig, liksom även deras beväpning.